# عبد العزيز تاج
عبد العزيز تاج (1 مارس 1945 -)، رسام كاريكاتير مصري.

## حياته
- ولد بدسوق في مارس 1945، تخرج من كلية الفنون الجميلة سنة 1968.[2][3]
- رسم الكاريكاتير في الصحف والمجلات الأتية : صباح الخير - المساء الجمهورية - حواء - حريتى - الكواكب - سمير - مجلة الشباب - كلام الناس - مجلة الوطن العربى - فيديو 2000 - عكاظ السعودية .[4]
- يعد البرنامج الأسبوعى ( كاريكاتير ونجوم ) في راديو وتليفزيون العرب (A.R.T) .
- يعمل حاليا رسام للكاريكاتير في مجلة كاريكاتير .